# Stuart Millar
Stuart Millar est un producteur, réalisateur et scénariste américain, né en 1929 à New York, et mort en 2006 (États-Unis).

## Filmographie

### Comme producteur
- 1957 : Mon père, cet étranger (The Young Stranger)
- 1958 : Les Feux du théâtre (Stage Struck)
- 1961 : Les Blouses blanches (The Young Doctors)
- 1962 : Le Prisonnier d'Alcatraz (Birdman of Alcatraz)
- 1963 : L'Ombre du passé I Could Go On Singing
- 1963 : Les Heures brèves (Stolen Hours)
- 1964 : Que le meilleur l'emporte (The Best Man)
- 1968 : Paper Lion
- 1970 : Little Big Man
- 1972 : Quand meurent les légendes (When the Legends Die)
- 1981 : Le Choix d'Isabelle (Isabel's Choice) (TV)
- 1982 : L'Usure du temps (Shoot the Moon)
- 1986 : Vital Signs (TV)
- 1988 : Killer Instinct (TV)
- 1989 : Dream Breakers (TV)
- 1989 : Lady in the Corner (TV)

### Comme réalisateur
- 1972 : When the Legends Die
- 1975 : Une bible et un fusil (Rooster Cogburn)
- 1976 : Siringo (TV)
- 1986 : Vital Signs (TV)
- 1989 : Dream Breakers (TV)

### Comme scénariste
- 1989 : Dream Breakers (TV)